# سونيا هوغ
سونيا هوغ (بالإنجليزية: Sonja Hogg)‏ هي مدربة كرة سلة أمريكية، ولدت في 19 ديسمبر 1945.

## روابط خارجية
- سونيا هوغ على موقع قاعة مشاهير كرة السلة للسيدات (الإنجليزية)
- سونيا هوغ على موقع قاعة لويزيانا للمشاهير الرياضية (الإنجليزية)